# دراسوف (ناحیه پریبرام)
دراسوف (به چکی: Drásov) یک منطقهٔ مسکونی در جمهوری چک است که در ناحیه پریبرام واقع شده‌است.